# Juan Catalina García (historiador)
Juan Catalina García López (Salmeroncillos de Abajo, 24 de noviembre de 1845-Madrid, 18 de enero de 1911) fue un arqueólogo, historiador, bibliógrafo y político español.

## Biografía
Nacido el 24 de noviembre de 1845 en la localidad conquense de Salmeroncillos de Abajo. Hizo la enseñanza secundaria en el Instituto de Guadalajara, pasando luego a la Universidad de Madrid, donde cursó Filosofía y Letras y Derecho y se tituló en la Escuela Superior de Diplomática. Trasladado su padre, que era maestro, a Madrid en 1868, vivió en la calle de la Cebada junto al antiguo hospital de La Latina. Desde muy joven colaboró en periódicos y revistas: El Fomento Literario de Gonzalo Calvo Asensio y otras de marcado acento católico como El Pensamiento Español, dirigido por Francisco Navarro Villoslada; El Fénix, periódico favorable a la Unión Católica dirigido por Ceferino Suárez Bravo; La España, La Unión Católica de los Pidal, etc. Según Manuel Ossorio y Bernard, fue también redactor de El Fomento Literario (1863-1864). Más tarde escribiría en revistas de su especialidad, como la Revista de Archivos, Bibliotecas y Museos (1897-1899) y el Boletín de la Real Academia de la Historia. Fundó con el marqués de Cerralbo La Juventud Católica, donde ofreció numerosas conferencias sobre arte y arqueología. Dirigió un colegio particular. En 1870, a los 25 años de edad, fue nombrado académico correspondiente de la de Historia. 
Se casó en 1871 con Juana María de las Mercedes Pérez Menéndez, con la que tuvo siete hijos y le sobrevivieron tres: dos hijos y una hija. Fue Secretario General de la Sociedad Económica de Amigos del País de Madrid, llegando a ser senador del Reino en representación de esta institución en tres ocasiones (1904-1905, 1907-1908 y 1910-1911). En 1885 ganó las oposiciones a la Cátedra de Arqueología y Ordenación de Museos de la Escuela de Diplomática, con lo que entró en el Cuerpo de Archiveros, Bibliotecarios y Arqueólogos. Fue nombrado ese mismo año Cronista Oficial de la Provincia de Guadalajara. En 1891 fue nombrado junto con Fidel Fita comisario regio de la Exposición Histórica Europea, celebrada en Madrid para conmemorar el IV Centenario del Descubrimiento de América.
El 27 de mayo de 1894 tomó posesión de un sillón de numerario en la Real Academia de la Historia, y ocupó en ella los cargos de Anticuario (1901) y de Secretario perpetuo (1908), elaborando un catálogo más completo que el anterior de los fondos artísticos de la academia. En 1908 alcanzó las cátedras de Arqueología y de Numismática en la Facultad de Filosofía y Letras de Madrid, cargo que simultaneó hasta su muerte con el de director del Museo Arqueológico Nacional. 
Perdió casi completamente la vista estudiando manuscritos y leyendo libros. Compró una casa en Espinosa de Henares que tuvo que vender al final de su vida para dejarle algo a sus hijos, pues falleció en la pobreza el 18 de enero de 1911 en Madrid. Fue enterrado en la sacramental de San Justo.
Ostentó varios cargos públicos: fue consejero de Instrucción del Reino, tres veces senador
del reino, secretario de la Junta de Iconografía, Consejero del Superior Penitenciario y Vicepresidente de la Comisión de Excavaciones de Numancia.

## Obra
Entre sus obras destaca la monumental Biblioteca de escritores de la provincia de Guadalajara y bibliografía de la misma hasta el siglo XIX; la Biblioteca Nacional premió esta obra en 1897 y dos años después se editó. El Ensayo de una Tipografía Complutense quedó incompleto, pero fue impreso en 1889. Publicó con eruditos comentarios y anotaciones el Fuero de Brihuega (1887) que otorgó el arzobispo de Toledo don Rodrigo Ximenez de Rada a la villa alcarreña en el siglo XIII, tomado del de Cuenca. Publicó asimismo otros libros y numerosos artículos especializados en su campo. Elaboró el Catálogo del Patrimonio Artístico de Guadalajara encargado por el Ministerio de Instrucción Pública a comienzos del siglo XX, pero, aunque no lo concluyó por sobrevenirle la muerte, lo dejó muy avanzado y se conserva inédito y manuscrito en el Consejo Superior de Investigaciones Científicas. Como amante de los viajes, el epigrafista padre Fidel Fita le solicitaba dibujos y calcos de inscripciones antiguas de los lugares adonde iba; participó asimismo en excavaciones en el cerro del Bu, Cifuentes, Recópolis, Numancia y en las Cuevas de Perales de Tajuña.

## Publicaciones

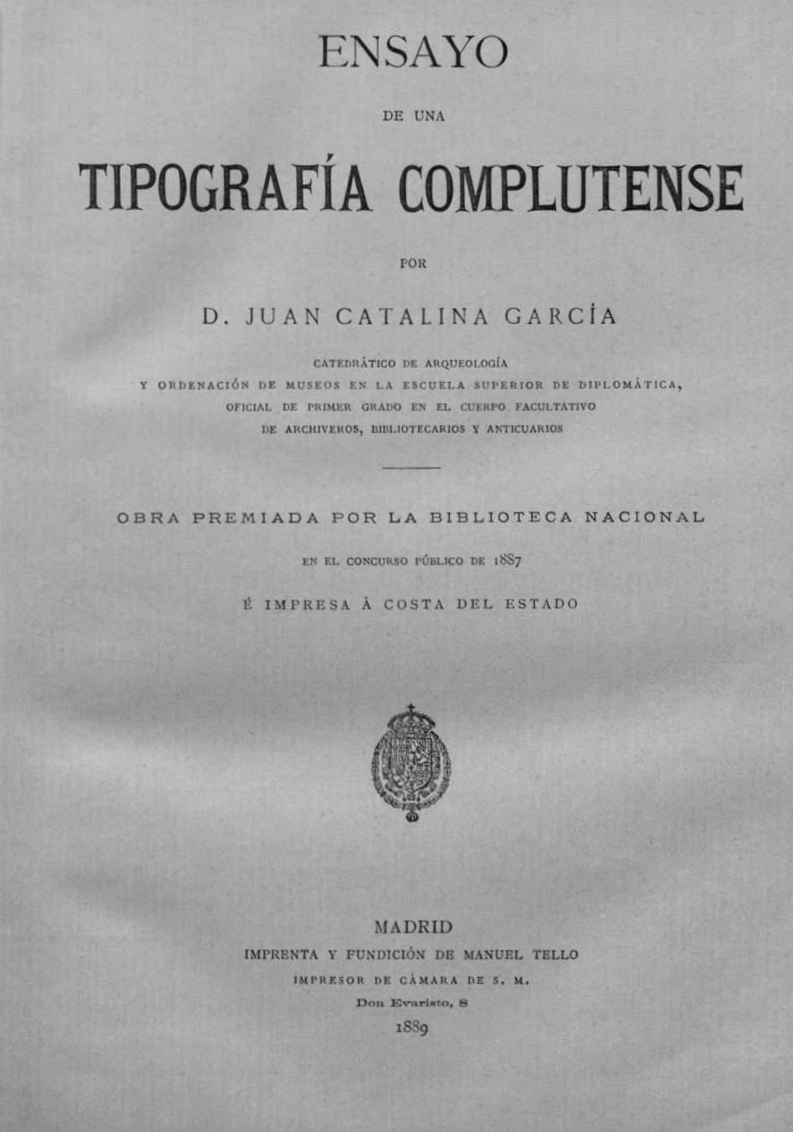
Ensayo de una Tipografía Complutense (1889)

- Bibliografía de la Sociedad Económica matritense (1877).
- Biblioteca de autores y escritores de la provincia de Guadalajara, Editorial Sucesores de Rivadeneyra, Madrid, 1899. Hay edición moderna en Biblioteca de Escritores de la provincia de Guadalajara. Catálogo Monumental de la provincia de Guadalajara, edición en CD-Rom, Guadalajara, AACHE Ediciones, 2001.
- Ensayo de una Tipografía Complutense, 1889.
- La edad de piedra y el hombre terciario (1878 y 1879)
- Fuero de Bribuega 1887.
- La Alcarria en los primeros siglos de su reconquista, discurso de ingreso en la Real Academia de la Historia.
- Elogio del padre Siguenza, 1897; leído en la RAH y luego publicado como introducción a la edición de la Historia de la Orden de San Gerónimo de este autor seguntino.
- El libro de la provincia de Guadalajara
- Castilla y León durante los reinados de Pedro I, Enrique II, Juan I y Enrique III, 3 vols, entre 1892 y 1893.
- Relaciones Topográficas de los pueblos de Guadalajara, con Aumentos a las mismas, Madrid: Real Academia de la Historia, 1903-1911 - 6 Tomos
- Vuelos Arqueológicos (narraciones de arte), Biblioteca Patria, Madrid, 1911, obra póstuma que recoge pequeños trabajos anteriores sueltos.
- Rasgo histórico acerca de Nuestra Señora de la Antigua, de Guadalajara, 1884.
- El Madroñal de Auñón, publicado en tres números de la Revista de Madrid de 1883..
- La Alcarria en los dos primeros siglos de la Reconquista, Diputación Provincial de Guadalajara, 1974.
- Diario de un patriota complutense, 1894, con prólogo y notas.

## Reconocimiento
- En 1893 se le concedió la Gran Cruz de la Orden de Isabel la Católica